# 汤比格比国家森林
汤比格比国家森林（英語：Tombigbee National Forest）是座美国国家森林，位于密西西比州的东部及东北部地区，总面积67,005英畝（271.16平方），因附近淌过的汤比格比河而得名。森林从地理上分为两个互不相连的地区——南边较大的部分（占了整个林地面积的60%）位于路易斯维尔，分布在密西西比州东部的溫斯頓縣、喬克托縣、奧克蒂比哈縣；北边较小的区域（占40%）位于休斯顿，分布于密西西比州东北部的奇克索縣和龐托托克縣。森林的行政中心位于杰克逊（和密西西比州的其余五座国家森林一样），但在阿克曼也有自己的巡逻区办公室。森林内有Owl Creek Mounds，有五个在公元1100年至1200年间建立的土丘。